# IPhone 13 Pro
iPhone 13 Pro и iPhone 13 Pro Max — смартфоны корпорации Apple на основе процессора Apple A15 Bionic и операционной системы iOS 15. Смартфон был представлен 14 сентября 2021 года вместе с моделями iPhone 13 и iPhone 13 mini.

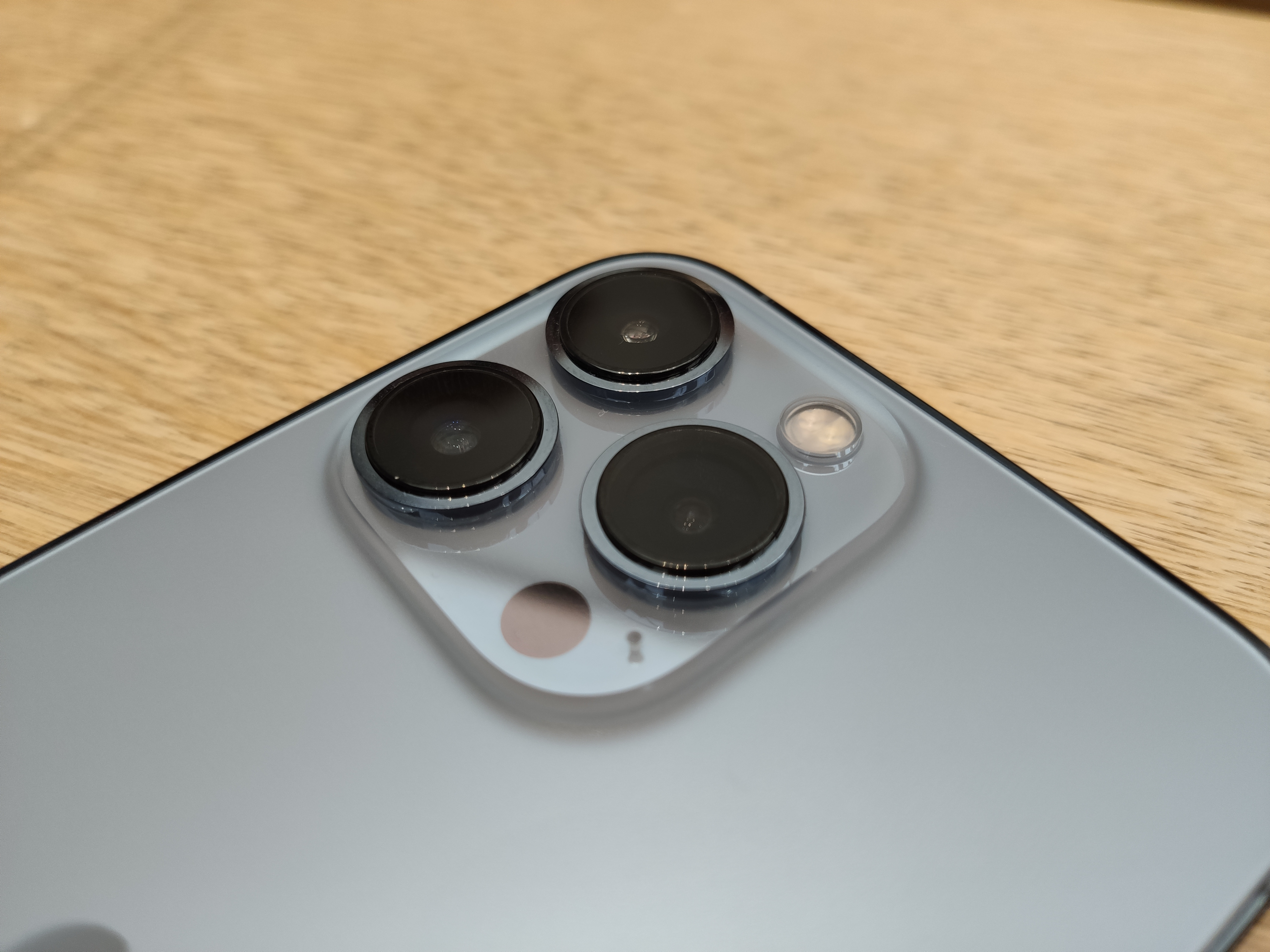
Камера iPhone 13 Pro

## Дизайн
В отличие от серии iPhone 12 Pro, новая модель получила больший блок тыльных камер, вырез в экране («монобровь») стал меньше, но при этом чуть больше заходит на экран. Базовые цвета в линейке не изменились. А оттенок синего значительно поменялся. В iPhone 12 Pro он был тихоокеанским синим, а в 13 Pro стал небесно-голубым.
8 марта 2022 года был представлен новый цвет iPhone 13 Pro — Alpine Green.
| Цвет | Название           |
| ---- | ------------------ |
|      | Серебристый        |
|      | Графитовый         |
|      | Золотой            |
|      | Небесно-голубой    |
|      | Альпийский зеленый |

## Характеристики

### Дисплей
iPhone 13 Pro и iPhone 13 Pro Max оснащены OLED-дисплеями диагональю 6,1 дюйма и 6,7 дюйма соответственно, произведённым по технологии Super Retina XDR. Была представлена технология ProMotion, обеспечивающая изменение частоты обновления для нового дисплея Super Retina XDR от 10 до 120 раз в секунду. Она автоматически становится выше, когда требуется быстрая обработка графики, и снижается при выполнении других задач для экономии энергии. Яркость в пиковом режиме увеличилась до 1200 кд/м². Вырез в экране стал на 20 % меньше в сравнении с iPhone 12 Pro и iPhone 12 Pro Max.

### Камеры
Смартфоны оснащены системой камер, состоящей из трех модулей: сверхширокоугольного, широкоугольного и телефото с трёхкратным оптическим зумом. Имеется также оптическая стабилизация изображения. Важным нововведением стала новая сверхширокоугольная камера с обновлённым объективом и мощной системой автофокуса, которая теперь может снимать на расстоянии всего 2 см от объекта. Широкоугольная камера с увеличенной диафрагмой и нашей самой большой матрицей использует возможности сканера LiDAR для портретов в Ночном режиме. У сверхширокоугольной камеры с новым автофокусом диафрагма стала значительно больше, а матрица — быстрее. У телефотокамеры появился Ночной режим. Был добавлен кинематографический режим, который в реальном времени определяет лица и действия в кадре, автоматически переключая фокус с одного человека на другого или на предметы. При этом, фон вне фокуса размывается, создавая эффект глубины.

### Процессор
Основная статья: Apple A15
Используется шестиядерный процессор Apple A15 Bionic, выполненный по технологии 5 нм. Производительность выросла на 50 %, а графика на 30 %. Новая 16‑ядерная система Neural Engine способна обрабатывать 15,8 трлн операций в секунду.

### Питание и аккумулятор[7]
| Использование                     | Время, ч                         |
| --------------------------------- | -------------------------------- |
| Воспроизведение видео             | до 20 (13 Pro) и 22 (13 Pro Max) |
| Просмотр видео в режиме стриминга | до 15 (13 Pro) и 20 (13 Pro Max) |
| Воспроизведение аудио             | до 35 (13 Pro) и 75 (13 Pro Max) |

## Программное обеспечение
Основная статья: iOS 15
Предустановленной операционной системой iPhone 13 Pro и iPhone 13 Pro Max является iOS 15, которая была выпущена 20 сентября 2021 года.

## Скорость беспроводной связи
| Тип сотовой сети/беспроводной технологии | Класс                | Частоты, на которых работает сеть | Максимальная скорость Downlink (Mbps) | Максимальная скорость Uplink (Mbps) | Современность        |
| ---------------------------------------- | -------------------- | --------------------------------- | ------------------------------------- | ----------------------------------- | -------------------- |
| GPRS                                     | 2G (2.5G)            | 850, 900, 1800, 1900 МГц          | 0.04                                  | Неизвестно                          | Технология устарела  |
| EDGE                                     | 2G (2.75G)           | 850, 900, 1800, 1900 МГц          | 0.38                                  | Неизвестно                          | Технология устарела  |
| UMTS                                     | 3G                   | 850, 900, 1900, 2100 МГц          | 3.6                                   | Неизвестно                          | Технология актуальна |
| HSDPA/HSUPA                              | 3G (3.5G)            | 850, 900, 1900, 2100 МГц          | 14.4                                  | 5.7                                 | Технология актуальна |
| HSPA+                                    | 3G (3.75G)           | 850, 900, 1900, 2100 МГц          | 21                                    | 5.7                                 | Технология актуальна |
| DC-HSDPA                                 | 3G (3.95G)           | 850, 900, 1900, 2100 МГц          | 84                                    | 5.7                                 | Технология актуальна |
| CDMA EV-DO Rev. A                        | 3G (3.5G)            | 800, 1900 МГц                     | 3.1                                   | 1.8                                 | Технология актуальна |
| CDMA EV-DO Rev. B                        | 3G (3.5G)            | 800, 1900 МГц                     | 4.9                                   | 2.4                                 | Технология актуальна |
| LTE                                      | 4G (4.0G)            | 800, 1900, 2600 МГц               | 1200                                  | 1200                                | Технология актуальна |
| 5G                                       | 5G (5.0G)            | 5G NR в районе 6 ГГЦ, 26 — 28 ГГц | 4000                                  | 200                                 | Технология актуальна |
| Wi-Fi                                    | 802.11 a/b/g/n/ac/ax | 2,4 ГГц и 5 ГГц                   | 1320                                  | 1320                                | Технология актуальна |
| Bluetooth 5.0                            | 802.15.4             | 2,4 ГГц                           | 1.0                                   | 1.0                                 | Технология актуальна |